# ورد عاري الثمرة
ورد عاري الثمرة (الاسم العلمي:Rosa gymnocarpa) هو نوع من النباتات يتبع جنس الورد من الفصيلة الوردية. 